# Lambro (Automobilhersteller)
Lambro war ein italienischer Hersteller von Automobilen.

## Unternehmensgeschichte
Das Unternehmen aus Mailand begann 1952 mit der Produktion von Automobilen. Im gleichen Jahr endete die Produktion nach sieben hergestellten Exemplaren.

## Fahrzeuge
Das einzige Modell war ein Kleinstwagen. Es war ein Dreirad, bei dem sich das einzelne Rad hinten befand. Für den Antrieb sorgte ein Einzylindermotor mit 125 cm³ Hubraum, der das Hinterrad antrieb. Die bauartbedingte Höchstgeschwindigkeit war mit 50 km/h angegeben. Die Karosserie bot Platz für zwei Personen.